# Distretto di Tintay
Il distretto di Tintay è un distretto del Perù nella provincia di Aymaraes (regione di Apurímac) con 3.052 abitanti al censimento 2007 dei quali 740 urbani e 2.312 rurali.
È stato istituito il 27 dicembre 1961.